# Chase (musikgrupp)
Chase är ett amerikanskt jazzrockband bildat 1970 av Bill Chase, Ted Piercefield, Alan Ware och Jerry Van Blair, alla jazztrumpetare. De backades upp av en rytmsektion bestående av Phil Porter på keyboards, Angel South (född Lucian Gondron) på gitarr, Dennis Johnson på bas och Jay Burrid (född Jay Mitthauer) på slagverk. med i gruppen var även Terry Richards som medverkade som sångare på första albumet. 

## Album
I april 1971, släppte bandet sitt debutalbum, Chase, på skivan finns Chase's mest kända melodi, "Get It On",  släppt som en singel tillbringade den 13 veckor på listorna från maj 1971. Låten har vad Jim Szantor på Downbeat magazine kallar "kännetecknet för Chase brass—complex cascading lines; bokstavligen ett vattenfall av trumpet klang och teknik". Bandet fick en Grammynominering för Best New Artist.
Chase släppte sitt andra album,Ennea, i mars 1972; albumets titel är det grekiska ordet för nio, en referens till bandets nio medlemmar. Den ursprungliga uppsättning ändrades halvvägs in i inspelningarna, Gary Smith tog över på trummor och GG Shinn ersatte Terry Richards på sång. Fast att det första Chase albumet sålde nästan 400.000 exemplar togs inte Ennea emots så väl av publiken. En trolig orsak var en övergång bort från trumpetsektioner. Singeln, "So Many People",  spelades en del på radion, men sidan två fylld med "Ennea" sviten, med sitt hårt chorded jazz arrangemang och låttexter  baserade på den grekiska mytologin spelades mindre.
Efter ett längre uppehåll, återförenades Chase i början av 1974 med lanseringen av "Pure Music", deras tredje album. Man hade flera nya medlemmar, men behöll sektion med fyra trumpeter ledda av Bill Chase. Gruppen flyttar sig längre bort från rocken, och blev mer inriktad på jazz. Sångerna är skrivna av Jim Peterik i Ides of March, , som också sjunger på två låtar på albumet.
Chases arbete på en fjärde studioalbum i mitten av 1974 slutade den 9 augusti 1974.  På en tur till en planerad spelning i Jackson County Fair i Minnesota, dog Bill Chase 39 år gammal, i en flygolycka med ett chartrat tvåmotorigt Piper Twin Comanche   i Jackson, Minnesota.  Tillsammans med piloten och en kvinnlig kamrat dödades även keyboardisten Wally Yohn, trummisen Walter Clark och gitarristen John Emma.
1977 spelade ett Chase hyllnings band (huvudsakligen bestående av den ursprungliga uppställningen, och  Walt Johnson) in ett album kallat Watch Closely Now.

## Diskografi
- 1971: Chase
- 1972: Ennea
- 1974: Pure Music